# Bruyères
Bruyères és un municipi francès, situat al departament dels Vosges i a la regió del Gran Est. L'any 2007 tenia 3.310 habitants.

## Demografia

### Població
El 2007 la població de fet de Bruyères era de 3.310 persones. Hi havia 1.394 famílies, de les quals 579 eren unipersonals (209 homes vivint sols i 370 dones vivint soles), 341 parelles sense fills, 310 parelles amb fills i 164 famílies monoparentals amb fills.
La població ha evolucionat segons el següent gràfic:
Habitants censats

### Habitatges
El 2007 hi havia 1.663 habitatges, 1.435 eren l'habitatge principal de la família, 55 eren segones residències i 173 estaven desocupats. 736 eren cases i 916 eren apartaments. Dels 1.435 habitatges principals, 641 estaven ocupats pels seus propietaris, 757 estaven llogats i ocupats pels llogaters i 37 estaven cedits a títol gratuït; 41 tenien una cambra, 136 en tenien dues, 278 en tenien tres, 374 en tenien quatre i 607 en tenien cinc o més. 955 habitatges disposaven pel capbaix d'una plaça de pàrquing. A 727 habitatges hi havia un automòbil i a 342 n'hi havia dos o més.

### Piràmide de població
La piràmide de població per edats i sexe el 2009 era:
| Homes | Edats   | Dones |
| ----- | ------- | ----- |
| 0     | 95 o +  | 20    |
| 16    | 90 a 94 | 44    |
| 44    | 85 a 89 | 132   |
| 36    | 80 a 84 | 92    |
| 52    | 75 a 79 | 132   |
| 96    | 70 a 74 | 108   |
| 72    | 65 a 69 | 112   |
| 88    | 60 a 64 | 76    |
| 48    | 55 a 59 | 88    |
| 84    | 50 a 54 | 72    |
| 96    | 45 a 49 | 84    |
| 96    | 40 a 44 | 124   |
| 92    | 35 a 39 | 80    |
| 108   | 30 a 34 | 100   |
| 124   | 25 a 29 | 140   |
| 80    | 20 a 24 | 88    |
| 112   | 15 a 19 | 84    |
| 132   | 10 a 14 | 80    |
| 84    | 5 a 9   | 92    |
| 108   | 0 a 4   | 96    |

## Economia
El 2007 la població en edat de treballar era de 1.831 persones, 1.287 eren actives i 544 eren inactives. De les 1.287 persones actives 1.116 estaven ocupades (608 homes i 508 dones) i 172 estaven aturades (79 homes i 93 dones). De les 544 persones inactives 155 estaven jubilades, 146 estaven estudiant i 243 estaven classificades com a «altres inactius».

### Ingressos
El 2009 a Bruyères hi havia 1.405 unitats fiscals que integraven 2.991,5 persones, la mediana anual d'ingressos fiscals per persona era de 14.879 €.

### Activitats econòmiques
Dels 206 establiments que hi havia el 2007, 1 era d'una empresa extractiva, 5 d'empreses alimentàries, 8 d'empreses de fabricació d'altres productes industrials, 16 d'empreses de construcció, 60 d'empreses de comerç i reparació d'automòbils, 4 d'empreses de transport, 17 d'empreses d'hostatgeria i restauració, 2 d'empreses d'informació i comunicació, 17 d'empreses financeres, 6 d'empreses immobiliàries, 23 d'empreses de serveis, 28 d'entitats de l'administració pública i 19 d'empreses classificades com a «altres activitats de serveis».
Dels 60 establiments de servei als particulars que hi havia el 2009, 2 eren oficines d'administració d'Hisenda pública, 1 gendarmeria, 1 oficina de correu, 6 oficines bancàries, 1 funerària, 9 tallers de reparació d'automòbils i de material agrícola, 2 tallers d'inspecció tècnica de vehicles, 2 autoescoles, 6 paletes, 3 guixaires pintors, 2 fusteries, 2 lampisteries, 1 electricista, 7 perruqueries, 2 veterinaris, 6 restaurants, 2 agències immobiliàries, 2 tintoreries i 3 salons de bellesa.
Dels 30 establiments comercials que hi havia el 2009, 1 era, 4 supermercats, 1 un supermercat, 1 una botiga de més de 120 m², 3 fleques, 2 carnisseries, 2 llibreries, 6 botigues de roba, 1 una botiga de roba, 1 una botiga d'equipament de la llar, 2 botigues de mobles, 1 una botiga de mobles, 1 una perfumeria i 4 floristeries.
L'any 2000 a Bruyères hi havia 3 explotacions agrícoles.

## Equipaments sanitaris i escolars
El 2009 hi havia 1 hospital de tractaments de curta durada, 1 hospital de tractaments de mitja durada (seguiment i rehabilitació, 1 un hospital de tractaments de llarga durada, 1 psiquiàtric, 3 farmàcies i 2 ambulàncies.
El 2009 hi havia 1 escola maternal i 2 escoles elementals. A Bruyères hi havia 2 col·legis d'educació secundària, 1 liceu d'ensenyament general i 1 liceu tecnològic. Als col·legis d'educació secundària hi havia 720 alumnes, als liceus d'ensenyament general n'hi havia 454 i als liceus tecnològics 279.

## Poblacions més properes
El següent diagrama mostra les poblacions més properes.